# Ditaxodon taeniatus
Ditaxodon taeniatus är en ormart som beskrevs av Peters 1868. Ditaxodon taeniatus är ensam i släktet Ditaxodon som ingår i familjen snokar. Arten tillhör underfamiljen Dipsadinae som ibland listas som familj.
Inga underarter finns listade i Catalogue of Life.
Ett exemplar var med svans 55 cm lång och svanslängden var 12 cm.
Arten förekommer i Brasilien i delstaterna Rio Grande do Sul, Paraná, Mato Grosso do Sul och São Paulo. För ett fynd från Peru är oklart om det tillhör arten. Antagligen lägger honor ägg.